# 이원준 (1956년)
이원준(1956년 11월 3일 ~ )은 대한민국 기업인으로 현재 롯데백화점 대표이사 사장이다.

## 학력
- 청주상업고등학교 졸업
- 청주대학교 행정학 학사

## 경력
- 2004년 롯데쇼핑 본점장
- 2008년 롯데쇼핑 상품본부 본부장
- 롯데쇼핑 영업본부 본부장
- 2011년 롯데쇼핑 부사장
- 2012년 롯데면세점 대표이사
- 2014년 ~ 롯데쇼핑 백화점사업부문 대표이사 사장